# Новокарасукское сельское поселение
Новокарасукское се́льское поселе́ние — муниципальное образование в Крутинском районе Омской области Российской Федерации.
Административный центр — село Новокарасук.

## История
Статус и границы сельского поселения установлены Законом Омской области от 30 июля 2004 года № 548-ОЗ «О границах и статусе муниципальных образований Омской области».

## Население
| 2010  | 2011  | 2012  | 2013  | 2014  | 2015  | 2016  |
| ----- | ----- | ----- | ----- | ----- | ----- | ----- |
| 1660  | ↘1655 | ↘1602 | ↘1575 | ↘1521 | ↘1500 | ↘1451 |
| 2017  | 2018  | 2019  | 2020  | 2021  | 2023  |       |
| ↘1423 | ↘1389 | ↘1362 | ↘1345 | ↘1026 | ↘1006 |       |

## Состав сельского поселения
| № | Населённый пункт       | Тип населённого пункта       | Население |
| - | ---------------------- | ---------------------------- | --------- |
| 1 | имени Максима Горького | деревня                      | 37        |
| 2 | Заозерная              | деревня                      | 68        |
| 3 | Коломенка              | деревня                      | 70        |
| 4 | Мысы                   | деревня                      | 25        |
| 5 | Новокарасук            | село, административный центр | 1263      |
| 6 | Старичье               | деревня                      | 3         |
| 7 | Усть-Логатка           | деревня                      | 185       |
| 8 | Чагино                 | деревня                      | 9         |